# Soc Trang (provincie)
Soc Trang (vietnamsky Sóc Trăng) je provincie na jihu Vietnamu. Žije zde přes 1,2 milion, hlavní město je Soc Trang.

## Geografie
Provincie leží na jihu Vietnamu v deltě řeky Mekong. Sousedí s provinciemi Bac Lieu, Hau Giang, Vinh Long a Tra Vinh. Povrch je zcela nížinatý. Řeka Menong představuje důležitou dopravní tepnu.